# ISO 3166-2:LY
ISO 3166-2:LY es la entrada para Libia en ISO 3166-2, parte de los códigos de normalización ISO 3166 publicados por la Organización Internacional de Normalización (ISO), que define los códigos para los nombres de las principales subdivisiones (p.ej., provincias o estados) de todos los países codificados en ISO 3166-1.
En la actualidad, para Libia los códigos ISO 3166-2 se definen para 99 municipios (baladiyah).
Cada código consta de dos partes, separadas por un guion. La primera parte es LY, el código ISO 3166-1 alfa-2 para Libia. La segunda parte tiene dos letras.

## Códigos actuales
Los nombres de las subdivisiones se ordenan según el estándar ISO 3166-2 publicado por la Agencia de Mantenimiento ISO 3166 (ISO 3166/MA).
Pulsa sobre el botón en la cabecera para ordenar cada columna.
| Código | Nombre de la subdivisión (ar) (BGN/PCGN 1956) | Nombre de la subdivisión (es) |
| ------ | --------------------------------------------- | ----------------------------- |
| LY-BU  | Al Buţnān                                     | Al Butnan                     |
| LY-JA  | Al Jabal al Akhḑar                            | Al Jabal al Akhdar            |
| LY-JG  | Al Jabal al Gharbī                            | Al Jabal al Gharbi            |
| LY-JI  | Al Jafārah                                    | Al-Jifara                     |
| LY-JU  | Al Jufrah                                     | Al Jufrah                     |
| LY-KF  | Al Kufrah                                     | Al Kufrah                     |
| LY-MJ  | Al Marj                                       | Al Marj                       |
| LY-MB  | Al Marqab                                     | Al Murgub                     |
| LY-WA  | Al Wāḩāt                                      | Al Wahat                      |
| LY-NQ  | An Nuqāţ al Khams                             | An Nuqat al Khams             |
| LY-ZA  | Az Zāwiyah                                    | Zauiya                        |
| LY-BA  | Banghāzī                                      | Bengasi                       |
| LY-DR  | Darnah                                        | Derna                         |
| LY-GT  | Ghāt                                          | Ghat                          |
| LY-MI  | Mişrātah                                      | Misurata                      |
| LY-MQ  | Murzuq                                        | Murzuk                        |
| LY-NL  | Nālūt                                         | Nalut                         |
| LY-SB  | Sabhā                                         | Sabha                         |
| LY-SR  | Surt                                          | Sirte                         |
| LY-TB  | Ţarābulus                                     | Trípoli                       |
| LY-WD  | Wādī al Ḩayāt                                 | Wadi Al Hayaa                 |
| LY-WS  | Wādī ash Shāţi’                               | Wadi Al Shatii                |

## Cambios
Los siguientes cambios de entradas han sido anunciados en los boletines de noticias emitidos por el ISO 3166/MA desde la primera publicación del ISO 3166-2 en 1998, cesando esta actividad informativa en 2013.
| Informe         | Fecha de emisión | Descripción del cambio reportado                                               | Cambio de código o subdivisión                                             |
| --------------- | ---------------- | ------------------------------------------------------------------------------ | -------------------------------------------------------------------------- |
| Newsletter I-5  | 5/9/2003         | Revisión de la presentación de subdivisiones y de la información de encabezado | Presentación de la subdivisión:13 municipios (véase abajo) → 34 municipios |
| Newsletter II-2 | 30/6/2010        | Se actualizan la estructura administrativa y la fuente de lista                | Presentación de la subdivisión:34 municipios (véase abajo) → 22 distritos  |

Los siguientes cambios a la entrada figuran en la lista del catálogo en línea de la ISO:
| Fecha real del cambio | Breve descripción del cambio (en)                                |
| --------------------- | ---------------------------------------------------------------- |
| 18/12/2014            | Alineación en caso menor de la abreviatura en francés con UNTERM |
| 8/11/2011             | Cambio de nombre                                                 |
| 30/6/2010             | Se actualizan la estructura administrativa y la fuente de lista  |

### Códigos anteriores a Newsletter I-5
| Código anterior | Nombre de la subdivisión |
| --------------- | ------------------------ |
| LY-BU           | Al Buţnān                |
| LY-JA           | Al Jabal al Akhḑar       |
| LY-JG           | Al Jabal al Gharbī       |
| LY-JU           | Al Jufrah                |
| LY-WA           | Al Wāḩah                 |
| LY-WU           | Al Wusţá                 |
| LY-ZA           | Az Zāwiyah               |
| LY-BA           | Banghāzī                 |
| LY-FA           | Fazzān                   |
| LY-MI           | Mişrātah                 |
| LY-NA           | Naggaza                  |
| LY-SF           | Sawfajjin                |
| LY-TB           | Ţarābulus                |

### Códigos anteriores a Newsletter II-2
| Código anterior | Nombre de la subdivisión      |
| --------------- | ----------------------------- |
| LY-AJ           | Ajdābiyā                      |
| LY-BU           | Al Buţnān                     |
| LY-HZ           | Al Ḩizām al Akhḑar            |
| LY-JA           | Al Jabal al Akhḑar            |
| LY-JI           | Al Jifārah                    |
| LY-JU           | Al Jufrah                     |
| LY-KF           | Al Kufrah                     |
| LY-MJ           | Al Marj                       |
| LY-MB           | Al Marqab                     |
| LY-QT           | Al Qaţrūn                     |
| LY-QB           | Al Qubbah                     |
| LY-WA           | Al Wāḩah                      |
| LY-NQ           | An Nuqaţ al Khams             |
| LY-SH           | Ash Shāţi'                    |
| LY-ZA           | Az Zāwiyah                    |
| LY-BA           | Banghāzī                      |
| LY-BW           | Banī Walīd                    |
| LY-DR           | Darnah                        |
| LY-GD           | Ghadāmis                      |
| LY-GR           | Gharyān                       |
| LY-GT           | Ghāt                          |
| LY-JB           | Jaghbūb                       |
| LY-MI           | Mişrātah                      |
| LY-MZ           | Mizdah                        |
| LY-MQ           | Murzuq                        |
| LY-NL           | Nālūt                         |
| LY-SB           | Sabhā                         |
| LY-SS           | Şabrātah Şurmān               |
| LY-SR           | Surt                          |
| LY-TN           | Tājūrā' wa an Nawāḩī al Arbāʻ |
| LY-TB           | Ţarābulus                     |
| LY-TM           | Tarhūnah-Masallātah           |
| LY-WD           | Wādī al Ḩayāt                 |
| LY-YJ           | Yafran-Jādū                   |